# Sergej Rjachovskij
Sergej Vasil'evič Rjachovskij, (in russo: Сергей Васильевич Ряховский) (Mosca, 29 dicembre 1962 – Salimsk, 12 novembre 2007), è stato un serial killer russo; meglio noto come lo “Squartatore di Balašicha” o “l'Ippopotamo”, ha commesso 19 omicidi.

## Biografia

### Nascita e gioventù
Sergei Vasilyevich Ryakhovsky è nato il 29 dicembre 1962, nella zona Saltykovka di Balašicha, Oblast di Mosca, una città a 1 chilometro a est di Mosca. Da bambino fu vittima di bullismo, cosa che lo chiuse parecchio in se stesso; a causa di questo passava molto tempo ad osservare e prendersi cura di animali domestici come gatti e pappagalli. Nel 1982, Rjakhovsky affermò di aver iniziato a provare "un irresistibile desiderio di intimità con una donna" e fece diversi tentativi di stupro verso donne anziane nella zona di Golyanovo, a est di Mosca, per i quali fu condannato per teppismo e ricevette una condanna a quattro anni di prigione, dove venne stuprato egli stesso. Questa esperienza traumatizzò così tanto Sergej che non riuscì più a pensare in maniera lucida.

### Gli omicidi
La catena di omicidi partì dal 19 giugno 1988 a Balašicha e terminò nel 1993; le sue vittime erano ragazzi, adulti e persone anziane; in maggioranza erano donne. Avevano in media tra i 50 e i 60 anni. La vittima più giovane aveva 14 anni, la più vecchia 78. Venivano strangolate a mani nude o con una corda; altre volte le picchiava o le dilaniava con un coltello, un martello o un cacciavite; le lacerazioni erano concentrate sull'area genitale. Molti cadaveri venivano sottoposti ad atti di necrofilia, violentati sessualmente dopo la morte; infine li derubava dei loro averi. Sei vittime che aggredì sopravvissero.
Non trovò mai un'occupazione fissa; da giovane non mostrò segni di squilibrio, non beveva. La sua prima vittima fu un omosessuale che pagò per un rapporto: lo uccise, lo colpì 4 volte con un cacciavite e nascose il corpo in un bosco. Il 4 luglio dello stesso anno aggredì con quattordici colpi di cacciavite sulla schiena, sulle spalle e sul petto Klaudija V. Chochlova (70 anni), che sopravvisse all'aggressione ma morì il giorno seguente in ospedale. Non era stata violentata, era stata derubata e non aveva visto in faccia il killer. Il 2 gennaio 1989, dopo circa sette mesi, uccise un ragazzo di 16 anni, Vladimir Zajcev: lo strangolò, sodomizzò e gli lacerò l'ano con il suo bastone da sci.
Sul bastone rimasero le impronte; il killer, in generale, lo uccise in maniera disorganizzata. Nel gennaio 1993 Sergej assassinò in un bosco "Osipova", un uomo di 73 o 78 anni: lo disarmò (aveva con sé un'ascia), lo strangolò, compì atti di necrofilia, con un coltello da caccia gli tagliò la testa e la mano e il giorno dopo tornò sul posto per segargli una gamba. Successivamente, nel marzo dello stesso anno, strangolò una sessantacinquenne e le fece esplodere l'addome con un fuoco pirotecnico. Il 4 aprile uccise la sessantaduenne Anna Fëdorovna Narsisyan: lei provò a difendersi usando un lacrimogeno e un punteruolo, ma lui la disarmò e la uccise con quest'ultimo. Infine strangolò, sviscerò e decapitò con un coltello la sua penultima vittima, un ragazzo di 16 anni.
In due omicidi lasciò dello sperma sulla scena del delitto. In un caso ne visitò una con la scusa di raccogliere dei funghi.

### Arresto
Nel corso di un controllo di routine su una scena del crimine gli investigatori in una baracca trovarono un cappio fissato al soffitto. Considerandolo come prova di un omicidio premeditato, decisero di fare un agguato al proprietario. Puntualmente, il 13 aprile 1993 Sergej arrivò alla baracca e fu successivamente arrestato. Nonostante egli avesse un carattere particolarmente violento, non mostrò resistenza; in seguito ammise che ebbe paura perché vide che gli agenti erano in possesso di armi da fuoco. Il killer è stato soprannominato dalla stampa “The Hippopotamus” (“L'ippopotamo”) per via della sua notevole stazza: 127 kg ed era alto 198 cm. Durante le indagini il killer si offrì di aiutare gli agenti e gli investigatori a indicare le scene del crimine, a ricostruire il suo modus operandi e gli omicidi. Secondo le sue confessioni, la maggior parte di essi non era stata premeditata; sarebbero stati effetto di un suo impulso improvviso che lo ha costretto a “ripulire il mondo da omosessuali e prostitute”. Quattro omicidi erano invece premeditati.  Tre vittime, incontrate nel parco di Izmajlovskij nel 1988, erano omosessuali. Confessò solo 3 dei 6 tentati omicidi ai danni di donne anziane.

### Processo, incarcerazione e morte
Secondo gli esperti psichiatri dell'Istituto Serbskij, Sergej era necrofilo perché aveva un malfunzionamento nel suo sistema nervoso centrale. Comunque venne dichiarato come sano di mente e pienamente responsabile delle sue azioni. Dopo che fu informato del risultato della diagnosi, il killer cambiò comportamento: inizialmente era gentile e collaborativo; poi revocò le sue confessioni precedenti e smise di collaborare. Al processo, che iniziò nell'aprile del 1995, mostrò un temperamento violento. Nel luglio dello stesso anno fu trovato colpevole di 19 omicidi (tra cui: dodici donne, cinque uomini e due bambini), di sei tentati omicidi e fu condannato a morte tramite fucilazione. Dopo aver ascoltato il verdetto, il killer disse “tornerò” e la stampa non escluse che potesse ricorrere ad un appello. Attorno al 1996 la Russia impose una moratoria sull'esecuzione capitale: il killer fu quindi graziato e la pena gli venne commutata in ergastolo. Rjachovskij è stato incarcerato nella carcere di massima sicurezza IK1; durante la detenzione rilasciò diverse interviste mentre raccontava i momenti della sua vita che ricordava meglio e anche della sua psiche. È morto il 12 novembre 2007 a causa di un attacco di tubercolosi.